# Лозовой, Валерий Иванович
Валерий Иванович Лозовой (псевдоним — Виссарион Клубника; 2 марта 1937, Москва, СССР — 23 апреля 2007, Москва, Россия) —  поэт-песенник, композитор. Член Союза писателей России.

## Биография
По профессии — инженер-электрик. С 1970 года работал в лаборатории вычислительных машин Научно-исследовательского института органических полупродуктов и красителей (НИОПИК). С 1976 года — заведующий художественно-постановочной частью только что созданной творческой группы "Росконцерта". В 1998 году зарегистрировал "Фонд В.И. Лозового", созданный для того, чтобы всесторонне содействовать творческому развитию молодых российских композиторов и поэтов-песенников.

Хорошо известен как автор песен, которые исполняли Алёна Апина, Валентин Дьяконов, Иосиф Кобзон, Лев Лещенко, Алла Пугачёва, Валентина Толкунова,  ВИА «Синяя птица» и "От сердца к сердцу". В последние годы сочинял песни для проекта "Макаровна". 

Умер в абсолютной нищете, порой не имея денег даже на еду.

## Избранные сочинения

### Композитор — автор музыки
Без тебя (стихи Искака Машбаша)

Гербалайф (стихи Игоря Мухина)

Голуби (стихи Владимира Савельева)

Давай помолчим (стихи Андрея Дементьева)

Девичья лирическая (стихи Игоря Шаферана)

Дедуля (стихи Валерия Ушакова)

Забыл (стихи Игоря Мухина)

Зажигалочка (стихи Михаила Гуськова)

Заноза (стихи Игоря Мухина)

Инспектор (стихи Валерия Ушакова)

Кажется (стихи Михаила Гуськова)

Круг пошире (стихи Виктора Дюнина)

Лечу на Сахалин (стихи Давида Усманова)

Любовь жива (стихи Давида Усманова)

Но сердцу приказать нельзя (стихи Игоря Шаферана)

О Ване в котловане (стихи Игоря Мухина)

О тебе (стихи Сергея Острового)

Одинокий остров (слова Михаила Курганцева)

От сердца к сердцу (стихи Искака Машбаша)

Подними ресницы (стихи Владимира Савельева)

Репетиция любви (стихи Игоря Мухина)

Родина смородина (стихи  Николая Тряпкина)

Таежные цветы (стихи Роберта Рождественского)

Такая же как все (стихи Игоря Мухина)

Утес (стихи Константина Богатырева)

Царапинки (стихи Давида Усманова)

Я могу тебя очень ждать (стихи Эдуарда Асадова)

Я это знаю (стихи Марка Мордуховича)

Яблоко на ветке (стихи Наума Олева)

### Поэт — автор текстов песен
Вальс (музыка Теодора Ефимова)

Восьмое чудо (музыка Теодора Ефимова)

Ивушка (музыка Валентина Дьяконова)

Только ты (музыка Теодора Ефимова)

## Интересные факты
Будучи самым исполняемым композитором за всю историю советской и постсоветской эстрады, не только не знал нот — но даже не знал, что существует нотная запись.